# Ernest van Caloen
Ernest Marie Joseph Martin Michel van Caloen (Loppem, 11 november 1859 - Brugge, 6 januari 1937) was grootgrondbezitter, provincieraadslid in West-Vlaanderen, gemeenteraadslid, schepen en als locoburgemeester tijdelijk burgemeester van Brugge.
Van Caloen was de jongste zoon van Charles van Caloen (1815-1896), senator en burgemeester van Loppem en bouwer van het neogotische kasteel van Loppem, en van gravin Savina de Gourcy Serainchamps (1835-1912). Hij was de broer van abt Gerard van Caloen (1853-1932), stichter onder meer van de Abdij van benedictijnen van Sint-Andries (Zevenkerken) en van Albert van Caloen (1856-1933), eveneens burgemeester van Loppem. In 1888 was Ernest van Caloen getrouwd met Marguerite van Caloen de Basseghem (1868-1939), mede-erfgename van het fortuin de Croeser. Ze hadden acht kinderen, onder wie baron Ernest van Caloen jr (1905-1995).
De familie van Caloen was adellijk sinds 1648. De baronstitel in 1857 verleend aan jonkheer Charles van Caloen, werd in 1878 uitgebreid tot al zijn afstammelingen. Ernest van Caloen droeg derhalve de baronstitel vanaf 1878. De wapenspreuk van de familie luidt: 'Virtus impavida'. 

## Loopbaan
Van Caloen werd doctor in de rechten (Leuven 1882) en oefende het beroep van advocaat uit, vooral voor het verstrekken van gratis consultaties. 
Hij werd in 1888 provincieraadslid in West-Vlaanderen, wat hij bleef tot in 1898. In 1887 was hij gemeenteraadslid geworden. Na bij elke verkiezing herkozen te zijn, werd hij in 1914 schepen, wat hij bleef tot aan zijn dood. In oktober 1916, nadat burgemeester Amedée Visart de Bocarmé door de Duitsers was afgezet, oefende hij het ambt van dienstdoende burgemeester uit tot aan de Bevrijding in 1918. Hij was ook gedurende een aantal jaren voorzitter van de Commissie van Openbare Onderstand. In 1912 was Ernest van Caloen tot senator verkozen in vervanging van Leon Van Ockerhout, maar hij nam onmiddellijk ontslag in het voordeel van zijn schoonbroer Albert of Albéric Ruzette.
Ernest van Caloen was medestichter van de Vrije Eigenaars- en Landbouwersbond (1885) en erelid van de Gilde der Ambachten. Hij was betrokken bij talrijke sociale initiatieven, meestal als voorzitter, zoals het Werk der kleding van ouderlingen, de vennootschap ter bevordering van het bouwen van arbeiderswoningen, de maatschappij 't Huis Best en de Provinciale commissie voor studiebeurzen. Op het caritatieve vlak was hij voorzitter van de Conferentie van Sint-Vincentius à Paulo voor Brugge. Verder was hij erevoorzitter van de Karel Verscheldes' Vrienden en beheerder van de vereniging voor Monumentenzorg Les Amis de Bruges. Verder was hij ook nog lid en proost van de Edele Confrérie van het Heilig Bloed. 
Op politiek vlak was hij voorzitter (1925-1928) van de Association constitutionnelle et conservatrice, de Brugse katholieke kiesvereniging. Hij speelde een belangrijke rol in het ontwikkelen van de verstandhouding tussen de burgerlijke vleugel en de arbeidersvleugel van de katholieke partij in het arrondissement Brugge.
Zijn talrijke landelijke eigendommen maakten dat hij actief was in het bestuur van de wateringen Eyensluis-Grootreygartsvliet, Oostwaterschap Leopoldsvaart en Rombautswerve.
Door zijn huwelijk werd hij, langs zijn echtgenote, erfgenaam van een derde van het aanzienlijke fortuin de Croeser en eigenaar van het Kasteel Ten Berghe in Koolkerke, met inbegrip van de portrettengalerijen en van het Gruuthuse-handschrift.

## Publicatie
- De ambachten en neeringen van eertijds, Brugge, 1886.